# 삼락중학교
삼락중학교(三樂中學校)는 부산광역시 사상구 삼락동에 있었던 공립 중학교이다. 교훈은 큰 뜻을 품고, 부지런히 배워, 슬기롭게 실천하자였다.

## 학교 연혁
- 1990년 1월 24일: 설립인가
- 1990년 3월 1일: 초대 고현중 교장 취임
- 1990년 3월 6일: 개교 및 제1회 입학식(8학급 407명)
- 1990년 8월 27일: 신축 교사에 2학기 개학
- 1990년 11월 22일: 교사 준공 및 개교기념 행사
- 1993년 2월 12일: 제1회 졸업식(졸업생 383명)
- 2000년 7월 1일: 학교급식소 개소
- 2004년 12월 15일: 다목적 강당 한빛관 개관
- 2004년 2월 19일: 제12회 졸업식(졸업생 184명)
- 2013년 3월 1일: 제15대 김성홍 교장 취임
- 2015년 2월 12일: 제23회 졸업식(3학급 78명, 누계 4,830명)
- 2017년 9월 1일: 제16대 김한 교장 취임
- 2015년 3월 2일: 제26회 입학식(2학급 55명)
- 2019년 1월 10일: 마지막회 졸업식(2학급 33명)
- 2019년 3월 1일: 29년만에 폐교

## 참고 자료
- 삼락중학교 - 한국교육학술정보원 학교알리미